# Плита Рівера

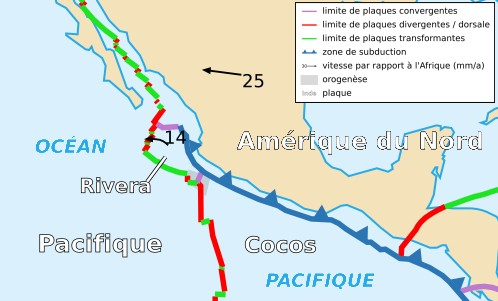
Розташування Плити Рівера

Плита Рівера — тектонічна мікроплита. Має площу — 0,00249 стерадіан. Зазвичай розглядається у складі плити Кокос. Має виключно океанічну кору.
Розташована біля західного узбережжя Мексики, на південь від півострова Каліфорнія. Межує на північному заході Східно-Тихоокеанською височиною й на південному заході Трансформаційним розломом Рівера з Тихоокеанською плитою, на південному сході зоною деформації з плитою Кокос, на північному сході має зону субдукції, що утворює Середньоамериканський жолоб занурюючись під Північноамериканську плиту.
Вважається, що Плита Рівера відокремилась від плити Кокос, розташованої на південний схід, близько 5-10 мільйонів років тому.